# Mimi Rogers
Pour les articles homonymes, voir Rogers.
 (juin 2016).
Si vous disposez d'ouvrages ou d'articles de référence ou si vous connaissez des sites web de qualité traitant du thème abordé ici, merci de compléter l'article en donnant les références utiles à sa vérifiabilité et en les liant à la section « Notes et références ».
Miriam Rogers, dite Mimi Rogers, née Miriam Spickler le 27 janvier 1956 à Coral Gables, en Floride, est une actrice et productrice américaine.
Elle joue notamment l'agent Diana Fowley dans la série X-Files : Aux frontières du réel. Elle est également connue comme ancienne membre de l'Église de scientologie et comme première épouse de Tom Cruise. Son nom de scène vient de son premier mari, Jim Rogers.

## Biographie

### Enfance
Miriam Spickler naît le 27 janvier 1956 à l'hôpital de Coral Gables, en Floride.
Son père, Philip C. Spickler, était ingénieur civil et l'un des fondateurs de l'Église de scientologie (avec Ron Hubbard). ; sa mère, Teri Berwick, était une ancienne danseuse.

### Formation
La famille a vécu en Virginie, en Arizona, au Michigan, en Angleterre et à Los Angeles. Elle obtient un diplôme d'études secondaires à 14 ans. Elle travaille dans un hôpital de Palo Alto, en Californie durant six ans. Elle étudie le théâtre avec Milton Katselas pendant neuf mois et a cherché un agent. Elle a fait plusieurs apparitions à la télévision en 1981.

### Carrière
En 1993, Mimi Rogers pose nue pour l'édition de mars 1993 du magazine Playboy.
Elle joue l'agent Diana Fowley dans la série X-Files : Aux frontières du réel durant trois saisons, de 1998 à 1999.
Elle commence à jouer au poker en 2003 et devient membre du conseil d'administration du World Poker tour.

### Famille et vie privée

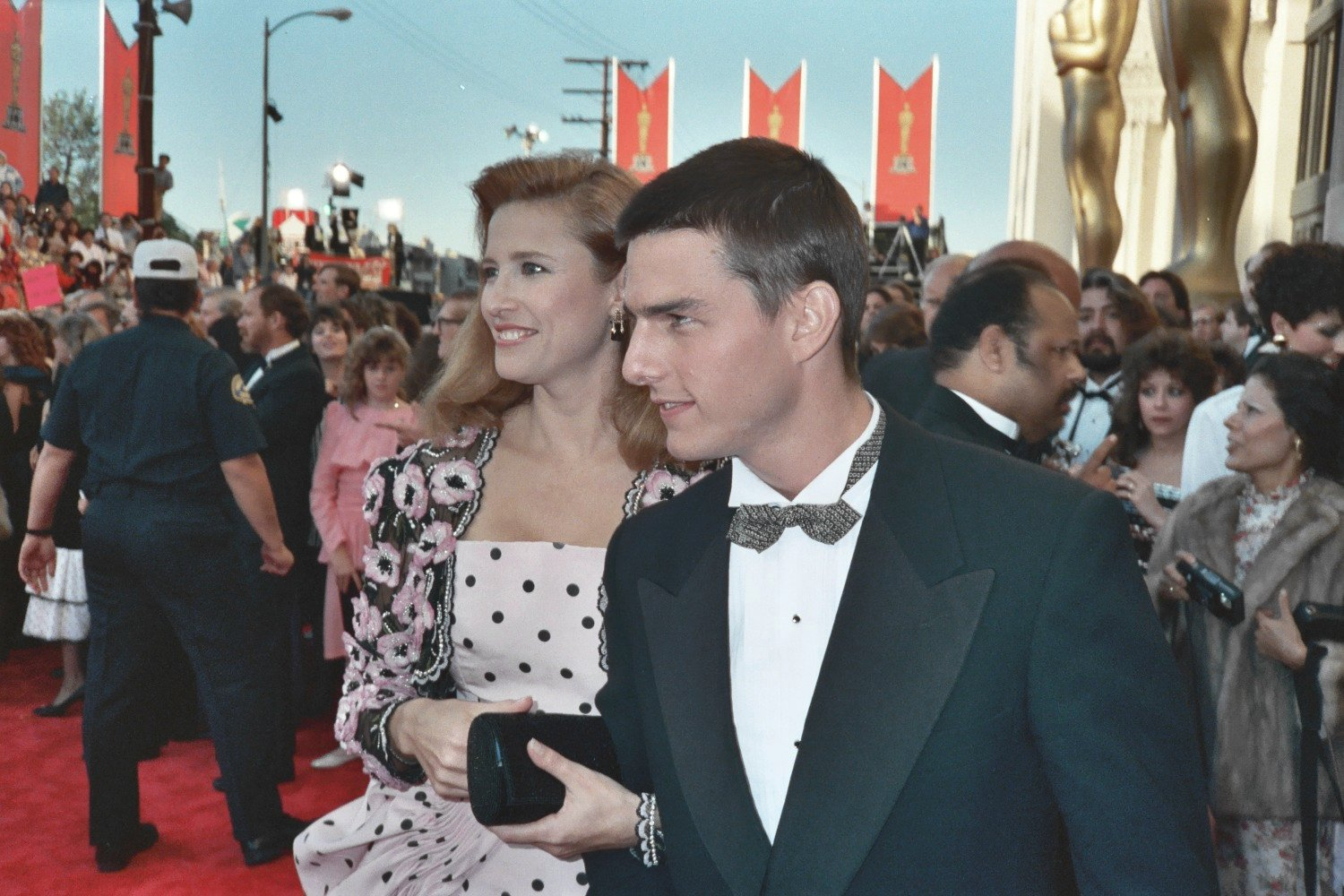
Mimi Rogers avec Tom Cruise en 1989.

Elle a épousé l'investisseur et commentateur financier américain Jim Rogers en 1976 avant de divorcer en 1980.
Le 9 mai 1987, elle épouse Tom Cruise et le fait entrer dans l'Église de scientologie puis divorce le 4 février 1990. Selon le documentaire de Paul Degenève sur Tom Cruise, elle aurait été missionnée pour cela par la secte dont elle était membre, et dont son père a été l'un des fondateurs avec L. Ron Hubbard. Selon Andrew David Morton (biographe de Tom Cruise) et d'après le documentaire de Paul Degenève sur Tom Cruise, au milieu des années 1980, Mimi Rogers dirigeait le centre de formation de l'Église de scientologie d'Hollywood, centre créé dans le cadre d'un projet stratégique « Celebrity » mis au point au milieu des années 1950 par Ron Hubbard afin d'attirer et recruter des stars qui pourraient ensuite devenir des promoteurs de la scientologie. Mimi Rogers séduit Tom Cruise, l'amène dans son centre et le fait rapidement entrer dans l'Église de scientologie, via le Celebrity Centre d'Hollywood. Elle devient quelques mois plus tard (en 1987) la première épouse de l'acteur avant de divorcer le 4 février 1990.
En 1990, elle rencontre Chris Ciaffa. Ils ont deux enfants dont Lucy, née en novembre 1994. Le couple se marie en 2003.

### Scientologie
Une certaine religiosité mystique aurait imprégné son éducation : sa mère était « épiscopalienne » et son père était de religion juive mais 'converti' à la Scientologie dont il a été l'un des fondateurs (avant la naissance de Mimi Rogers) après s'être intéressé à la Dianétique en 1952 ; ami de son fondateur, L. Ron Hubbard, il est ensuite devenu un éminent Détenteur de Mission auprès de l'Église de scientologie et Rogers serait également devenu un « auditeur » hautement qualifié de l'église.
Dans une interview accordée au Los Angeles Times en 1991, Mimi Rogers a déclaré à propos de la Scientologie : « cette philosophie faisait simplement partie de mon éducation. Et, je pense que c'était un excellent système de croyance pour grandir car la Scientologie offre une méthode extrêmement pragmatique pour prendre des préoccupations spirituelles et les décomposer en applications quotidiennes ».
Avant de devenir actrice, avec son premier mari, Jim Rogers, elle avait ouvert un cabinet d'« audit sur le terrain », l'Enhancement Center qui recrutait des membres pour l'Église de scientologie. Selon Sonny Bono (acteur et scientologie), Jim Rogers était l'« auditeur » de Mimi pour la dianétique. Tom Cruise a fait partie des personnes qu'elle a recrutées comme clients (il avait alors 23 ans) avant d'être dirigé vers le Celebrity Centre d'Hollywood.
Certains médias présentent Mimi Rogers comme ancienne membre de l'Église de scientologie,,.
Selon Andrew Morton (biographe de Tom Cruise), le père de Mimi Rogers avait été déclaré « personne suppressive » après avoir quitté l'Église au début des années 1980, à la suite de divergences avec le remplaçant du fondateur de l'Église (Un article de 2012 dans Vanity Fair a allégué que Rogers avait une opinion défavorable du nouveau « pape » controversé de la scientologie, David Miscavige). Dans le jargon de la scientologie « Personne suppressive » (expression souvent abrégé en SP) désigne les « personnalités antisociales », ennemies de la scientologie (personnes dont les actes «désastreux» et «répressifs» entravent le progrès des scientologues individuels ou du mouvement scientologue), telles que les a définies le fondateur de la Scientologie, L. Ron Hubbard (selon lui ces personnes suppressives représentent environ 2,5 % de la population ; une déclaration sur un site Web de l'Église de scientologie décrit ce groupe comme comprenant des personnages historiques notoires tels qu'Adolf Hitler). Selon Andrew Morton, Mimi Rogers, en tant que fille de Philip C. Spickler, pourrait elle-même avoir été considérée par Miscavige et/ou par d'autres stratèges de l'église comme ennemie potentielle de la scientologie, et donc à éloigner de Tom Cruise, après qu'elle a aidé à le recruter.
Dans Going Clear: Scientology, Hollywood, and the Prison of Belief, publié en 2013, l'auteur Lawrence Wright a allégué que Miscavige a poussé Mimi Rogers à rompre son mariage avec Cruise pour que ce dernier puisse épouser Nicole Kidman.

## Filmographie

### Actrice

#### Cinéma
- 1983 : Blue Skies Again de Richard Michaels : Liz
- 1986 : Gung Ho, du saké dans le moteur de Ron Howard : Audrey
- 1987 : La Rue de Jerry Schatzberg : Alison Parker
- 1987 : Traquée de Ridley Scott : Claire Gregory
- 1989 : L'Indésirable de Matthew Patrick : Julie Dreyer
- 1989 : The Mighty Quinn de Carl Schenkel : Hadley Elgin
- 1990 : Oublier Palerme de Francesco Rosi : Carrie
- 1990 : La Maison des otages (The Desperate Hours) de Michael Cimino : Nora Cornell
- 1991 : The Doors d'Oliver Stone : la photographe du magazine
- 1991 : Wedlock de Lewis Teague : Tracy Riggs
- 1991 : Dernier Sacrifice de Michael Tolkin : Sharon
- 1992 : Sables mortels de Roger Donaldson : Molly Dolezal
- 1992 : Dark Horse de David Hemmings : Dr. Susan Hadley
- 1992 : Shooting Elizabeth de Baz Taylor : Elizabeth Pigeon
- 1994 : Reflections on a Crime de Jon Purdy : Regina
- 1994 : Mon ami Dodger de Franco Amurri : Amy
- 1994 : Killer de Mark Malone : Fiona
- 1995 : The Beast : Martha (voix) (court-métrage)
- 1995 : Loin de la maison de Phillip Borsos : Katherine McCormick
- 1996 : Little White Lies de Pauline Chan : Ellie
- 1996 : Trees Lounge de Steve Buscemi : Patty
- 1996 : Leçons de séduction de Barbra Streisand : Claire
- 1996 : L'Œil de la justice de Micki Dickoff : Sunny Jacobs
- 1997 : Austin Powers de Jay Roach : Mme Kensington
- 1998 : Perdus dans l'espace (Lost in Space) de Stephen Hopkins : Dr. Maureen Robinson
- 1999 : Seven Girlfriends de Paul Lazarus : Marie
- 2000 : Ginger Snaps de John Fawcett : Pamela Fitzgerald
- 2000 : The Upgrade : La yuppie (court-métrage)
- 2000 : Sexe Intentions 2 de Roger Kumble : Tiffany Merteuil (vidéo)
- 2003 : Dumb & Dumberer : quand Harry rencontra Lloyd de Troy Miller : Mme Dunne
- 2004 : Seeing Other People de Wallace Wolodarsky : Elise
- 2004 : The Gunman de Daniel Millican : Eve Richards
- 2004 : Lignes de vie de Tod Williams : Evelyn Vaughn
- 2005 : Dancing in Twilight de Bob Roe : April
- 2006 : Big Nothing de Jean-Baptiste Andrea : Mme Smalls
- 2009 : Falling Up de David M. Rosenthal : Meredith
- 2010 : Order of Chaos de Vince Vieluf : Mme Craig
- 2010 : Abandoned de Michael Feifer : Victoria Markham (vidéo)
- 2010 : Lucky de Gil Cates Jr : Mme Brand
- 2011 : Balls to the Wall de Penelope Spheeris : Mme Matthews
- 2012 : American Sexy Phone de Jamie Travis : Adele Powell
- 2012 : Tous les espoirs sont permis de David Frankel : Carol
- 2015 : Témoin à louer de Jeremy Garelick : Lois Palmer
- 2015 : Captive de Jerry Jameson : Kim Rogers
- 2018 : Affairs of State de Eric Bross : Judith Cabot Baines
- 2018 : What Still Remains de Josh Mendoza : Judith

#### Télévision

##### Séries télévisées
- 1981 : Capitaine Furillo : Sandra Pauley (saison 1 épisodes 14, 15)
- 1981 : Quincy : Corrina Girard (saison 7 épisodes 3, 4)
- 1982 : Magnum : Margo Perina (saison 2 épisode 15)
- 1983 : The Rousters : Ellen Slade
- 1983 : Pour l'amour du risque (saison 4 épisode 20)
- 1984 : Paper Dolls : Blair Fenton-Harper
- 1991 : Usurpation d'identité : Valerie McCoughlin
- 1992 : Les Contes de la crypte : Helen (saison 4 épisode 5)
- 1998 : X-Files : Aux frontières du réel : L'agent Diana Fowley
- 2000-2001 : La Famille de mes rêves : Hillary
- 2003 : Dawson : Helen Lindley (saison 6 épisode 22)
- 2003 : Las Vegas : Caprices de star (saison 1 épisode 8) : Sandra Adlman
- 2006 : The Loop : Meryl
- 2008 : My Boys : Maggie
- 2011-2014 : Mon oncle Charlie : Robin
- 2012 : The Client List : Valerie Dawson (saison 1 épisode 1)
- 2014-2021 : Harry Bosch : Honey Chandler
- 2014 : Wilfred : Catherine
- 2015 : NCIS : Enquêtes spéciales (série télévisée): Joanna Teague, officier de la CIA et mère de l'agent Ned Dorneget
- 2018 : Murder : Natalia Wright
- 2019 : NCIS : Los Angeles : Sous secrétaire de la NAVY Felice Waterson
- 2022 : Bosch : Legacy : Honey Chandler

##### Téléfilms
- 1982 : Divorce Wars: A Love Story : Belinda Wittiker
- 1982 : Hear No Evil : Meg
- 1983 : The Rousters : Ellen Slade
- 1985 : Embassy : Nancy Russell
- 1987 : You Ruined My Life : Charlotte
- 1992 : Ladykiller : Michael Madison
- 1993 : Le Complot de la haine : Melody Woodman
- 1993 : A Kiss to Die For : Ali Broussard
- 1995 : Full Body Massage : Nina
- 1996 : In the Blink of an Eye : Sonia Jacobs
- 1997 : Weapons of Mass Distraction : Ariel Powers / Alexi
- 1997 : The Christmas List : Melody Parris
- 1997 : Provocante : Jackie
- 1998 : L'Expérience fatale (en) : Karen Messenger
- 1999 : The Devil's Arithmetic : Leonore Stern
- 2000 : Common Ground : McPherson
- 2001 : My Horrible Year! : Tante Marion
- 2002 : Charms for the Easy Life : Sophia
- 2003 : Piège en profondeur : Pat Bogen
- 2005 : Jesse Stone : Rita Fiore
- 2005 : Innocence à vendre : Abby Sampson
- 2006 : Le Baby-sitter : Joanna Otis
- 2008 : Au cœur de la tempête : April
- 2010 : Il suffit d'un premier pas : Lois

### Productrice

#### Cinéma
- 2010 : Unstoppable de Tony Scott

#### Télévision
- 1997 : Provocante
- 1999 : The Devil's Arithmetic
- 2000 : Harlan County War
- 2001 : My Horrible Year!
- 2008 : What Da Hell in Da Hood?